# Yulman Stadium
Le Yulman Stadium est le stade de l'équipe de football américain de la Green Wave de Tulane. Il est situé à La Nouvelle-Orléans, en Louisiane (États-Unis). Le stade a accueilli la finale de conférence du tournoi de football américain de l’AAC 2022 et 2023. 

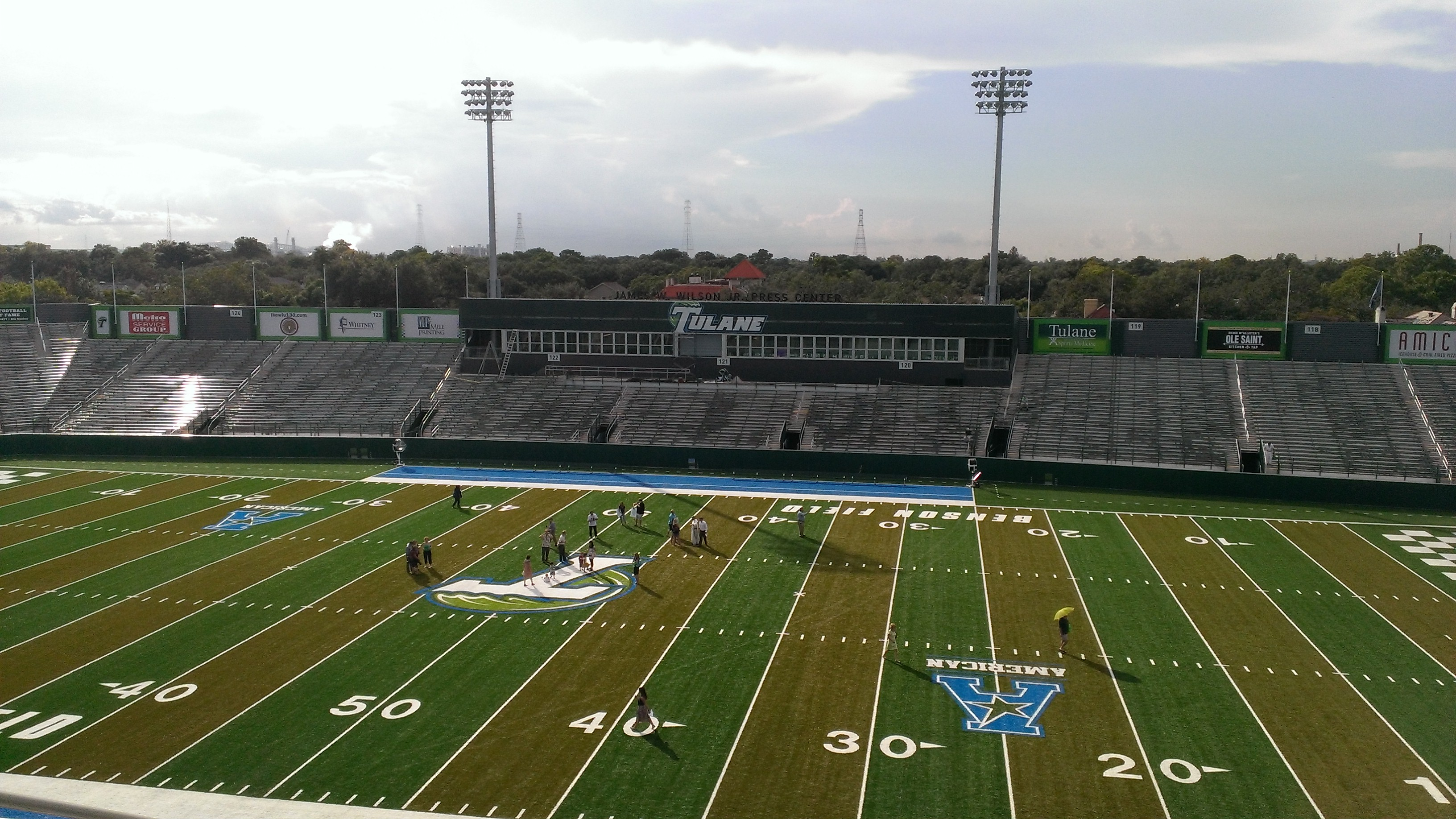
Vue du terrain.

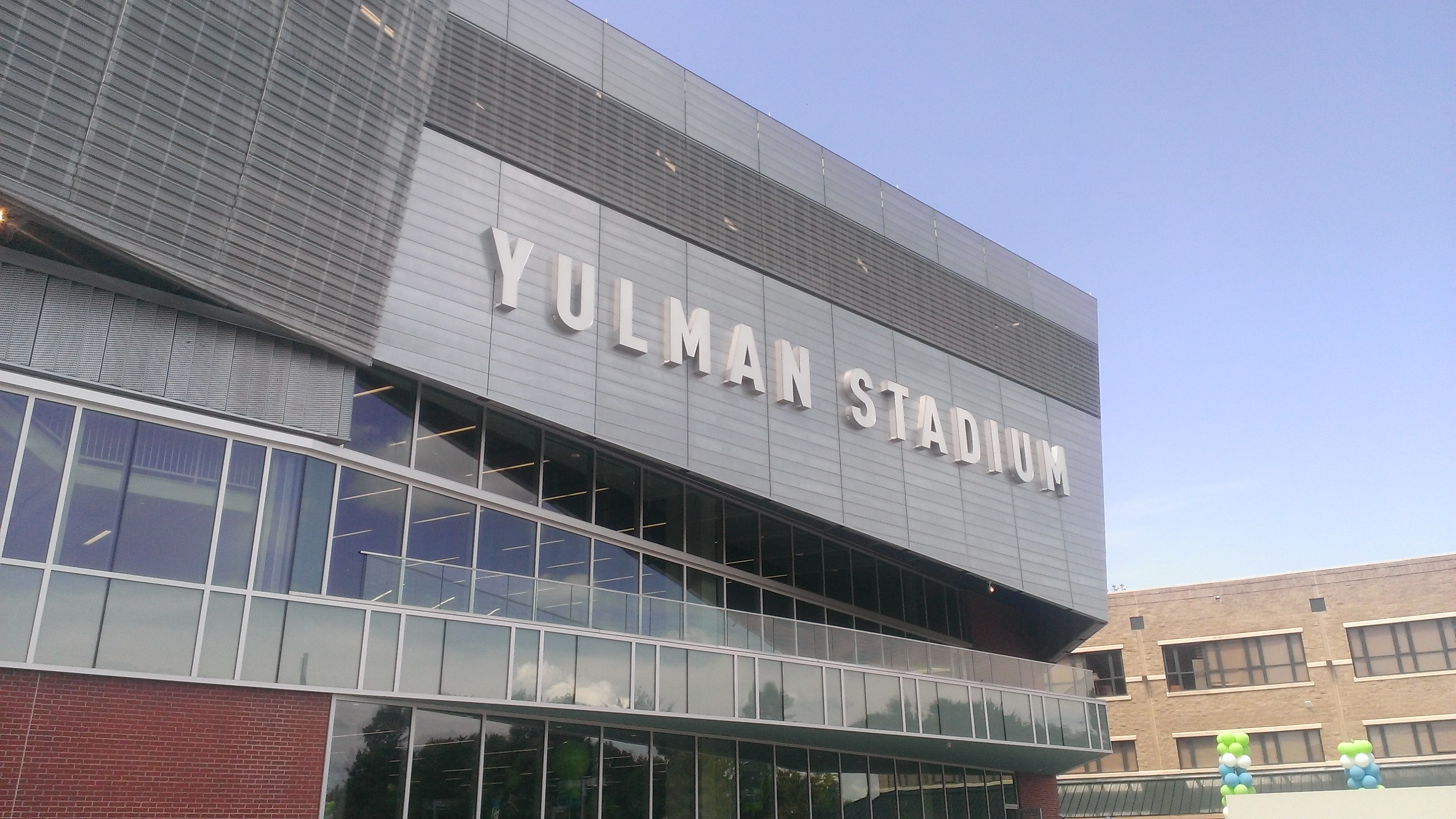
Vue de l'extérieur.

Il possède une capacité assise de 25 000 sièges et peut accueillir au total 30 000 personnes. 

## Nom
Le nom du stade est donné en hommage à Richard et Janet Yulman. Richard est le propriétaire de Serta International et a donné 15 millions de dollars sur les 55 nécessaires à la construction du stade. Les deux époux ont également fait des donations pour le système scolaire en Floride. 
	Le terrain est lui baptisé Benson Field, d'après Tom Benson et sa femme, donateurs de 7,5 millions de dollars.